# Celavo
Celavo est une ancienne piève de Corse. Située dans le sud-ouest de l'île, elle relevait de la province d'Ajaccio sur le plan civil et du diocèse d'Ajaccio sur le plan religieux.

## Géographie

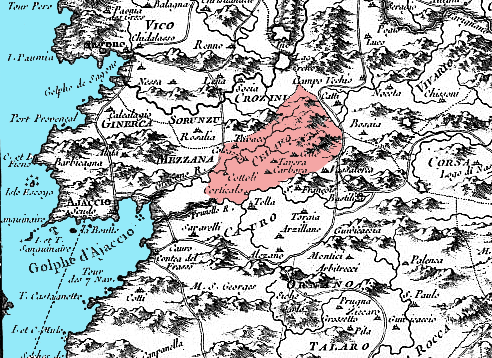
Celavo sur la carte Bellin de 1764

La piève de Celavo occupait toute la haute vallée de la Gravona, située à une trentaine de kilomètres au nord-est d'Ajaccio et relevant de sa juridiction.
Elle était entourée des pièves suivantes :

## Histoire
Selon la chronique de Giovanni della Grossa, lors de la reconquête de l'ile par le comte Ugo Colonna, ce dernier fit de Dardano le seigneur de Celavo et de sa contrée. Dardano fit un château dont on peut voir les fondations, le château Salasco en Celavo, ce qui donna la lignée des Salaschi.
Le Celavo (également Carceri au XVIe siècle) était une piève rurale de l'intérieur qui comptait environ 1 000 habitants vers 1520.
Au XVIe siècle, elle avait pour lieux habités :
- li Peri, Peri
- lo Poggio, hameau de Peri
- l’Ulmo, hameau de Peri
- la Salasca, hameau de Peri
- Cortiggiato, Corticchiato
- Cottoli, Corticchiato
- Carbuggia, Carbuccia
- Aogiani, Ucciani
- lo Tasso, lieu ruiné au sud d'Ucciani
- a Mariaccia, lieu ruiné au sud d'Ucciani
- Vaccili, au nord du village d'Ucciani
- Sant’Antonio, Ucciani, avec la chapelle Sant' Antone
- lo Poggio di Canivagia,
- lo Canavagia,
- Tavera, Tavera
- lo Canipalde,
- lo Busso, Bocognano
- li Muraschi, Bocognano
- li Corsachi, Bocognano
- li Quercioli, Bocognano
- lo Pè di Bocogani, Bocognano
- Villanova, Bocognano
- le Celle, Bocognano
- Tavaco, Tavaco
- Vero, Vero la piévanie.

Au début du XVIIIe siècle, à la suite de la demande de Gênes, l’abbé Francesco Maria Accinelli rapportait : « […] Celavo, che con 200 circa fuochi, ristretti in 27 villaggi fà 2 460 anime, conta per luoghi principali Occhiani, Carbuccia, Tavera, Tavago, Bogognano, e Vero. […] ».
Le Celavo comprend les communes actuelles suivantes :
- Bocognano
- Tavera
- Ucciani
- Carbuccia
- Vero.

### La pieve civile
La pieve du Celavo était l'une des six pievi relevant de la juridiction d'Ajaccio. À ces six pievi il faut ajouter Ajaccio et son bourg, Alata, Apietto, et la Chapelle de Peri, une entité.
Ses habitants au nombre de 2 456, étaient répartis en six communautés qui, selon Accinielli étaient : Occhiani (Ucciani ) 428 Hab., Carbuccia 137 Hab., Bogognani (Bocognano) 1 130 Hab., Tavera 485 Hab., Vero 198 Hab. et Tavaco 78 Hab.

### La pieve religieuse
Celavo relevait du diocèse d'Ajaccio. Dans son manuscrit, Accinelli rapporte que les 12 pievi de l'évêché rapportaient 1 000 écus d'or au début du XVIIIe siècle.

#### Le centre de la pieve
Vero était le centre de la piève.
Dans l'Antiquité Vero était une importante bourgade supposée être la cité de Mora.

#### L'église piévane
L'église San' Ghjuvan Battista (Saint Jean-Baptiste) de Vero, datée du XIe siècle était l'église principale de la piève. Elle avait été construite au lieu-dit Squarcioni sur l'emplacement d'un édifice plus ancien. Abandonnée, ruinée, elle a été remplacée en 1580 par une nouvelle église Saint Jean-Baptiste dans le village.
Enclavée dans des propriétés privées, l'ancienne église piévane ne peut pas être visitée.